# 朱永辉
朱永辉（1966年—），男，汉族，广西北海人，广西区党校研究生学历，法学学士，1993年6月加入中国共产党。
曾任北海市公安局副局长、广西自治区公安厅刑事侦查总队政委(2013年5月副厅级)等职。2014年5月，任贵港市人民政府副市长、市公安局党委书记、局长。